# TVNorge
TVNorge (Abkürzung TVN) ist ein norwegischer Fernsehkanal. Der Kanal begann seinen Betrieb am 5. Dezember 1988 und war der erste reklamefinanzierte Fernsehsender in Norwegen. Die Gründer von TVNorge waren Hallvard Flatland, Ola Grønvold, Erik Rynning und Ola Steinsrud.
Im Jahre 1997 kaufte TV 2 49,33 % der Aktien von TVNorge, verkaufte die Aktien allerdings 2004 an den heute zu Warner Bros. Discovery gehörenden Luxemburger Medienkonzern SBS Broadcasting Group.
TVNorge hat 75 Angestellte und über 88,9 % der Norweger können den Kanal empfangen. Nach Anzahl der Zuschauer ist TVNorge Norwegens drittgrößter Fernsehsender. Inhaltlich ist der Sender größtenteils auf Kinder und Jugendliche im Tagesprogramm aus gerichtet. Der größte Anteil der ausgestrahlten Sendungen ist in den USA produziert worden.
2018 übertrug der Sender die Olympischen Winterspiele in Pyeongchang.